# Festival de Hultsfred
Festival de Hultsfred (en sueco: Hultsfredsfestivalen) es un festival de música organizado anualmente en Hultsfred, Suecia. Sucede durante 3 días en la mitad de junio, desde jueves a sábado, comenzando con la instalación de las tiendas de acampada a partir del comienzo de la semana. Desde la primera edición del festival en 1986, su público aumentó de cerca de 7.000 visitantes por año llegando a 30.000 plazas vendidas en 2005, haciendo de este el mayor festival de música joven de Suecia.
El espacio es dividido en siete diferentes áreas (Hawaii, Pampas, Atlantis, Teaterladan, Stora Dans, Rookiev, Jamobilen) y recibe un gran número de bandas anualmente (en 2005 fueron 159 bandas) que vienen de todo el mundo, con mayor relevancia para las bandas escandinavas.